# Zakir Garalov
Zakir Bakir oglu Garalov (en azéri : Zakir Bəkir oğlu Qaralov) est un homme politique azerbaïdjanais né en Géorgie le 13 janvier 1956. Il est actuellement le procureur général de la République d'Azerbaïdjan.  Garalov est membre du parti du nouvel Azerbaïdjan, et exerce ses fonctions depuis 11 ans. Auparavant, il était procureur en chef à Gandja. Il est lié au dirigeant influent du parti et député de longue date, Zahid Garalov.

## Biographie
Zakir Garalov est né le 13 janvier 1956 dans le district géorgien de Dmanissi. Après le lycée, il entre à l’Université d’État de Bakou à la Faculté de droit, où il obtient son diplôme en 1979.

### Carrière
Après avoir obtenu son diplôme, il a occupé divers postes au bureau du procureur de la République d'Azerbaïdjan. Jusqu'en 1981, il a travaillé en tant qu'assistant du procureur du district de Sabail à Bakou. De 1981 à 2000, il a été procureur, puis procureur principal au département du contrôle général du bureau du procureur général de la République d'Azerbaïdjan, le procureur du district de Nassimi, à Bakou. De 1998 à 2000, il a été procureur de la ville de Gandja.
Le 25 avril 2000, par ordre du président de la République d'Azerbaïdjan, il a été nommé procureur en chef de la République d'Azerbaïdjan.
Le 26 décembre 1995, par ordre du président de la République d'Azerbaïdjan, il a reçu la médaille «Pour le courage» et le 29 septembre 2006, la bannière de l'Ordre de l'Azerbaïdjan. 
En 2016, en l'honneur de son soixantième anniversaire, il a reçu l'Ordre de Chohrat.